# Drásov (district de Brno-Campagne)
Pour les articles homonymes, voir Drásov.
Drásov (en allemand : Drasow) est une commune du district de Brno-venkov, dans la région de Moravie-du-Sud, en République tchèque. Sa population s'élevait à 1 913 habitants en 2020.

## Géographie
Drásov se trouve à 5 km à l'ouest-nord-ouest de Tišnov, à 18 km au nord-ouest de Brno et à 169 km à l'est-sud-est de Prague.
La commune est limitée par Železné au nord-est, par Tišnov au nord, par Všechovice au nord-est, par Malhostovice à l'est, par Čebín au sud, et par Hradčany et Tišnov à l'ouest.

## Histoire
La première mention écrite du village date de 1240.